# ويليام مور (عسكري بريطاني)
ويليام مور (بالإنجليزية: William Moore)‏ هو عسكري بريطاني، ولد في 24 فبراير 1958.